# 真愛如血
《真愛如血》（英語：True Blood）是一部由艾倫·鮑爾開創的美國恐怖奇幻電視劇。根據莎蓮·哈里斯的暢銷系列小説《南方吸血鬼謎案》所改編。
2008年9月由有線電視網HBO播出第一季，2009年6月14日播出第二季，2010年6月13日播出第三季，2011年6月26日（美国时间）播出第四季（共12集），于9月11日完结。
台灣於2009年8月份播出第二季。亞洲地區將於2010年7月19日晚上9時在HBO Asia播出第三季。
2014年8月24日（美國時間）播出第七季第十集，全劇終。

## 情節簡介
自從日本發明了人工合成的仿人類血液"TruBlood"，吸血鬼便逐漸開始“出棺”（模仿同志詞彙出櫃，意即公開身份）和人類共同生活在一起。路易斯安納州的小鎮“好时光”（虚构，法语Bon Temps，台譯「良辰鎮」）上住著一位樂觀活潑會讀心術的酒吧侍應生蘇琪·斯塔克豪斯（蘇琪·斯塔克豪斯），偶然間救了吸血鬼比爾·康普頓（Bill Compton），後更與他相愛，從而被卷入不少超自然人物之間的糾紛中。

## 演員列表

### 主要角色
- 安娜·派昆 飾演 蘇琪·斯塔克豪斯（Sookie Stackhouse）

Merlotte's酒吧的女服务员，半精靈，自幼已會讀心術，Jason Stackhouse的妹妹，與Bill Compton是一對；因為被Eric所騙，飲下他的血液而對其產生興趣。
- 施蒂芬·莫耶 飾演 比爾·康普頓（Bill Compton）

吸血鬼，蘇琪的前男朋友。一百五十多年前曾是良辰鎮居民，於南北戰爭結束時期被吸血鬼Lorena Krasiki所轉化，現在因Compton家族死光回良辰鎮定居。第四季成為路易斯安那的吸血鬼王。第五季喝了Lilith的血成了木頭插進心臟可不死的吸血鬼。
- 亞歷山大·斯卡斯加德 飾演 艾里克·諾斯曼（Eric Northman）

吸血鬼界裡活了一千年的老鬼，經營吸血鬼酒吧Fangtasia，良辰鎮隸屬的路易斯安那州第五區（Area Five）之長官（Sheriff）。原為古代瑞典維京人的王儲，父母親在一夜之間被狼人所殺，王冠丟失，而他也在父親臨死前接掌成為維京的國王，由德州第九區（Area Nine）的長官Godrick所轉化；二戰時期為納粹党衛軍。
- 瑞安·柯萬騰 飾演 傑森·斯塔克豪斯（Jason Stackhouse）

蘇琪的哥哥，修路隊的組長，生性風流，曾經有一女友Amy Burley被Rene殺死。後加入陽光聯盟，但最後退出，之後殺死連環殺手Eggs。
- 山姆·特拉梅尔 飾演 Sam Merlotte（英语：Sam Merlotte）

Merlotte's酒吧的老闆，蘇琪的上司，變身人，曾經暗戀蘇琪，並曾經與Maryann Forrester發生關係，之後一直逃避，最後將Maryann殺死。母親是變身人，生父Joe Lee是正常人，有一弟弟Tommy Mickens。
- Rutina Wesley（英语：Rutina Wesley） 飾演 Tara Thornton（英语：Tara Thornton）

蘇琪的好朋友與同事，Lafayette的表姐妹。因為Sookie令其所愛Eggs恢復記憶導致Eggs死於Jason槍下而間接害死Eggs而與其接近反目邊緣。第五季成为吸血鬼。
- Nelsan Ellis（英语：Nelsan Ellis） 飾演 拉法葉·雷诺尔兹（Lafayette Reynolds）

蘇琪在酒吧的同事，也是 Tara 的表兄弟。Merlotte's酒吧的廚師，同時也曾是養路工，並且售賣毒品V（吸血鬼血），曾經被Eric鎖於Fangtasia酒吧的地窖。後奉Eric之命售賣V（Eric則是受路易斯安娜州吸血鬼女王之命）。拥有魔法及阴阳眼
- 黛博拉·安·霍爾 飾演 Jessica Hamby（英语：Jessica Hamby）

比爾因殺了同類而被迫製造的新吸血鬼，而她當時只有十七歲；出身自一個極為虔誠的基督教家庭，變成吸血鬼後與家人鬧翻，曾與Jason的同事Hoyt交往，因一次意外而告吹，仍深愛著Hoyt，後來成為Merlotte's酒吧的侍應。后来成为Jason的女友

### 重要配角
- 吉姆·派瑞克 飾演 Hoyt Fortenberry（英语：Hoyt Fortenberry）

傑森的朋友與同事，與Jessica是一對戀人。父親自殺死後其母親聲稱是被盜賊槍殺以騙取保險金。
- 克里斯·鲍尔 飾演 安迪·贝尔夫勒尔（Andy Bellefleur）

小镇上的警探，曾經懷疑Jason是殺死Amy Burley等女性的兇手，在第二季與Jason一起拯救良辰鎮。最後為Jason頂去殺死Eggs一罪。在Bud Dearborne辭職後繼任為良辰鎮警長。第六季有了四個精靈女兒，但因Bill的實驗將他們抓走，卻因Jessica的失控將其殺害。
- William Sanderson（英语：William Sanderson） 飾演 Bud Dearborne（英语：Bud Dearborne）

小鎮的警長，後辭職。
- 卡丽·普雷斯顿 飾演 Arlene Fowler（英语：Arlene Fowler）

Merlotte's酒吧的侍應，擁有兩個孩子Coby Fowler與Lisa Fowler。與Terry Bellefleur相愛。
- Todd Lowe（英语：Todd Lowe） 飾演 Terry Bellefleur

Merlotte's酒吧的另一個廚師，警探Andy Bellefleur的堂弟，曾經是軍人。與Arlene Fowler相愛。第六季因為承受不了早年戰爭時殺害無辜人民的壓力，交代了戰爭時的老友將自己槍殺死亡。
- Adina Porter（英语：Adina Porter） 飾演 Letty Mae Thornton

Tara的母親，曾經一度醉酒，後來驅走心魔，歸信基督。
- Mariana Klaveno（英语：Mariana Klaveno） 飾演 Lorena Krasiki（英语：Lorena Krasiki）

Bill Compton的製造者，與Bill Compton曾經相愛。但現在卻成為Bill所憎恨的人。最後為Sookie所殺。
- Kristin Bauer（英语：Kristin Bauer） 飾演 Pam

Fangtasia酒吧的另一女主人，本來是妓女，後來為Eric所製造成為吸血鬼，Eric的得力助手。
- 麦克·麦克米兰 飾演 Steve Newlin（英语：Steve Newlin）

陽光聯盟的領袖。企圖掀起一場對抗吸血鬼的戰爭。被吸血鬼Russell Edgington轉化。
- 安娜·坎普 飾演 Sarah Newlin（英语：Sarah Newlin）

Steve Newlin的妻子，陽光聯盟的副領袖，曾經與Jason發生過關係。第六季州長死後，將消息封鎖繼續吸血鬼的計畫。
- 伊雯·瑞秋·伍德 飾演 Sophie-Anne Leclerq

路易斯安那州的吸血鬼女王，售賣吸血鬼血，與Eric擁有過性關係。
- 艾蜜莉亞·蘿絲·布蕾兒 飾演 Willa Burrell

第六季出現，州長最為疼愛的女兒，Eric Northman將其綁架轉化成吸血鬼。
- 罗伯特·卡辛斯基 飾演 Ben Flynn/Warlowll

第六季出現，半精靈半吸血鬼，被Lilith轉化的後裔，也是Sookie Stackhouse祖先立下婚約的吸血鬼Warlow。

### 配角
- 麗茲·凱普蘭 飾演 Amy Burley（英语：Amy Burley）

傑森的女友，於第一季被化名Rene的Drew Marshall殺死。V吸食者。
- Michelle Forbes（英语：Michelle Forbes） 飾演 Maryann Forrester

邁那得斯，擁有控制人心的力量，曾經與Sam發生過性關係。并控制Eggs殺死Daphne Landry、Ms.Jeatte等人，並且挖去她們的心臟。最後被Sam殺死。
- Stephen Roots 飾演 Eddie Gauthier（英语：Eddie Gauthier）

原來Lafeyette的V的供給者。被Amy Burley殺死。
- 埃倫·海德 飾演 Godric（英语：Godric）

原德州第九區長官，Eric的製造者，活了兩千年的吸血鬼。因為善心放過陽光聯盟的諸人，卻因此而引來他們的報復引發大爆炸而被解雇，最後在黎明曙光中自殺。
- Ashley Jones（英语：Ashley Jones） 飾演 Daphne Landry

Sam的女友，變身人，原Mellotte's酒吧的侍應，背叛了Sam，最後被Maryann控制的Eggs所殺。
- 麥克·雷蒙-詹姆士 飾演 Rene Lenier（英语：Rene Lenier）

原名Drew Marshall。第一季連環兇殺案的真凶。原Jason修路隊的朋友兼同事。
- 韦斯·布朗 飾演 Luke McDonald（英语：Luke McDonald）

Jason在陽光聯盟的好友以及競爭對手，Steve Newlin的手下，在Godric回歸慶功宴上自爆炸死三隻吸血鬼以及兩個人類。
- 洛伊丝·史密斯 飾演 Adele Stackhouse

Jason與Sookie的祖母，被Rene殺死。
- Mehcad Brooks（英语：Mehcad Brooks） 飾演 "Eggs" Benedict Talley

Tara的男朋友，被Maryann控制殺死Daphne等人。
- Arliss Howard（英语：Arliss Howard） 飾演 Truman Burrellll

第六季的州長，建造了一所秘密基地將捕捉到的吸血鬼關住並研究，下令對吸血鬼進行夜宵並且捕抓，最後被Bill Compton殺害。
- Lucy Griffiths（英语：Lucy Griffiths） 飾演 Nora Gainesboroughll（英语：Nora Gainesborough）

在倫敦1665年被Godrick轉化，當時是國王心愛的人但堅持在黑死病汙染的地區進行幫助而受感染被Eric Northman找到並帶回。

## 製作資訊
2012年初HBO表示主创人Alan Ball将制作本片第五季之后就离开，投身Cinemax频道的新剧《黑吃黑》。

## 外部連結
- True Blood （页面存档备份，存于）（英文）
- 互联网电影数据库（IMDb）上《True Blood》的资料（英文）
- AXN （页面存档备份，存于）（中文）